# Deutsche Sprintmeisterschaften 2011
Die 15. Deutschen Sprintmeisterschaften im Rudern wurden am 8. und 9. Oktober 2011 im Mühlauhafen in Mannheim (mit Startpunkt an der Kurt-Schumacher-Brücke) ausgetragen und vom Mannheimer Ruderverein Amicitia von 1876 organisiert.
Wie im Vorjahr wurden in insgesamt elf Bootsklassen Medaillen vergeben, davon sechs bei den Männern, vier bei den Frauen und eine in der Mixed-Klasse. Die Rennen wurden über eine Distanz von 350 Metern ausgetragen.

## Medaillengewinner

### Männer
| Bootsklasse            | Gold | Silber | Bronze |
| ---------------------- | --- | --- | --- |
| Einer                  | Niklas Kell (RC Hamm von 1890) | Nils Rüdiger Baade (Deutscher Ruder-Club von 1884)                                                                                                  | Falk Hößler (Ludwigshafener RV von 1878) |
| Doppelzweier           | RC Hamm von 1890 Thilo Bialaschik Niklas Kell | RV Ems-Jade-Weser Maiko Benedikt Remmers Immo Ihnen                                                                                                 | Stuttgart-Cannstatter RC von 1910 Simon Gessler Ulf Hintze |
| Zweier ohne Steuermann | RC Hamm von 1890 Maximilian Bandel Falk Müller | USV TU Dresden Albrecht Dunkel Martin Kittelmann | RTHC Bayer Leverkusen Markus Reckzeh Michael Reckzeh |
| Doppelvierer           | RV Ems-Jade-Weser Immo Ihnen Sebastian Berlin Maiko Benedikt Remmers Dirk Fleßner                                                                                    | RV Weser Hameln Roelof Bakker Fabian Schönhütte Nils Hawranke Jan Jedamski                                                                          | Lauffener RC Neckar Oliver Milosevic Sascha Hermann Dominik Blattert Dominik Bergold                                                                                 |
| Vierer mit Steuermann  | Crefelder RC 1883 Thorsten Hütz Dirk Marterer Matthias Simons Lars Henning Sven Evers (Stm.)                                                                         | RV Weser Hameln Roelof Bakker Nils Hawranke Fabian Schönhütte Till Garbe Mareike Adomat (Stf.)                                                      | Keine weiteren Boote am Start. |
| Achter                 | Crefelder RC 1883 Moritz te Neues Dirk Marterer Leonhard Zerni Larus Melka Alexander Thierfelder Lars Henning Thorsten Hütz Matthias Simons Carolin Staelberg (Stf.) | RV Münster von 1882 Stephan Mlecko Henrik Stange Franz Winulf Baade Anders Sass Niclas Crone Timo Siebert Raphael Korte Jan Sauer Ada Stange (Stf.) | RRG Mülheim Martin Kiefer Peter Kiefer Christian Reckzügel Jakob Schleu Matthias Borghorst Mathias Schneider Martin Tschäge Christian Reckzeh Lennert Schmitz (Stm.) |

### Frauen
| Bootsklasse  | Gold | Silber | Bronze |
| ------------ | --- | --- | --- |
| Einer        | Katharina Weingart (RV Saarbrücken) | Mareike Adams (ETuF Essen) | Anne Beenken (RV Saarbrücken) |
| Doppelzweier | Ludwigshafener RV von 1878 Leonie Scheuermann Evelyn Siegert | RV Ingelheim 1920 Stephanie Hang Jessica Beer | RG Ghibellinia Waiblingen Franziska Heck Annika Sauter |
| Doppelvierer | Ludwigshafener RV von 1878 Lea Kuhnen Evelyn Siegert Leonie Scheuermann Sandra Schnitzer                                                                         | Crefelder RC 1883 Lisa Schmidla Rebekka Klemp Johanna te Neues Mona Benger                                                                                              | ETuF Essen Katja Rügner Anna-Lena Voß Jessica Müser Mareike Adams |
| Achter       | Crefelder RC 1883 Mona Benger Theresa Lomertin Theresa Hülsmann Johanna Davids Manuela Staelberg Melanie Staelberg Sara Davids Miriam Davids Tjarde Melka (Stf.) | Bonner RG Wiebke Offermann Nina Becker Leoni Hadwiger Katharina Walter Jil-Beatrice Breidebach Barbara Grützmacher Kathrin Hof Anna Skorobogatova Johanna Coenen (Stf.) | Heidelberger RK 1872 Laura Jensen Iris Mildenberger Anna-Lena Schatten Josefa Dengler Katlehn Rodewald Maria Hünecke Inken Toewe Katharina Fricke Lisa Michaels (Stf.) |

### Mixed
| Bootsklasse  | Gold                                                                            | Silber                                                                           | Bronze                                                                            |
| ------------ | ------------------------------------------------------------------------------- | -------------------------------------------------------------------------------- | --------------------------------------------------------------------------------- |
| Doppelvierer | TV 1877 Essen-Kupferdreh Ricarda Siegel Nicole Gräf Dominik Drüke Fabian Weiler | RV Esslingen Mirjam Schöckle Sandra Luptowitsch Kai Luptowitsch Jens Maschkiwitz | Ludwigshafener RV von 1878 Stephan Brendel Anja Hannöver Lea Kuhnen Axel Oschmann |